# Amauacas
Os amauacas ou yora(s) são um grupo étnico que vive na Amazônia peruana, entre as regiões de Ucayali e Madre de Dios. Falam a língua amauaca, idioma que integra a família linguística pano. Concentram-se principalmente nas bacias dos rios Mapuya, Curanja, Sepahua, Inuya e Yurúa.

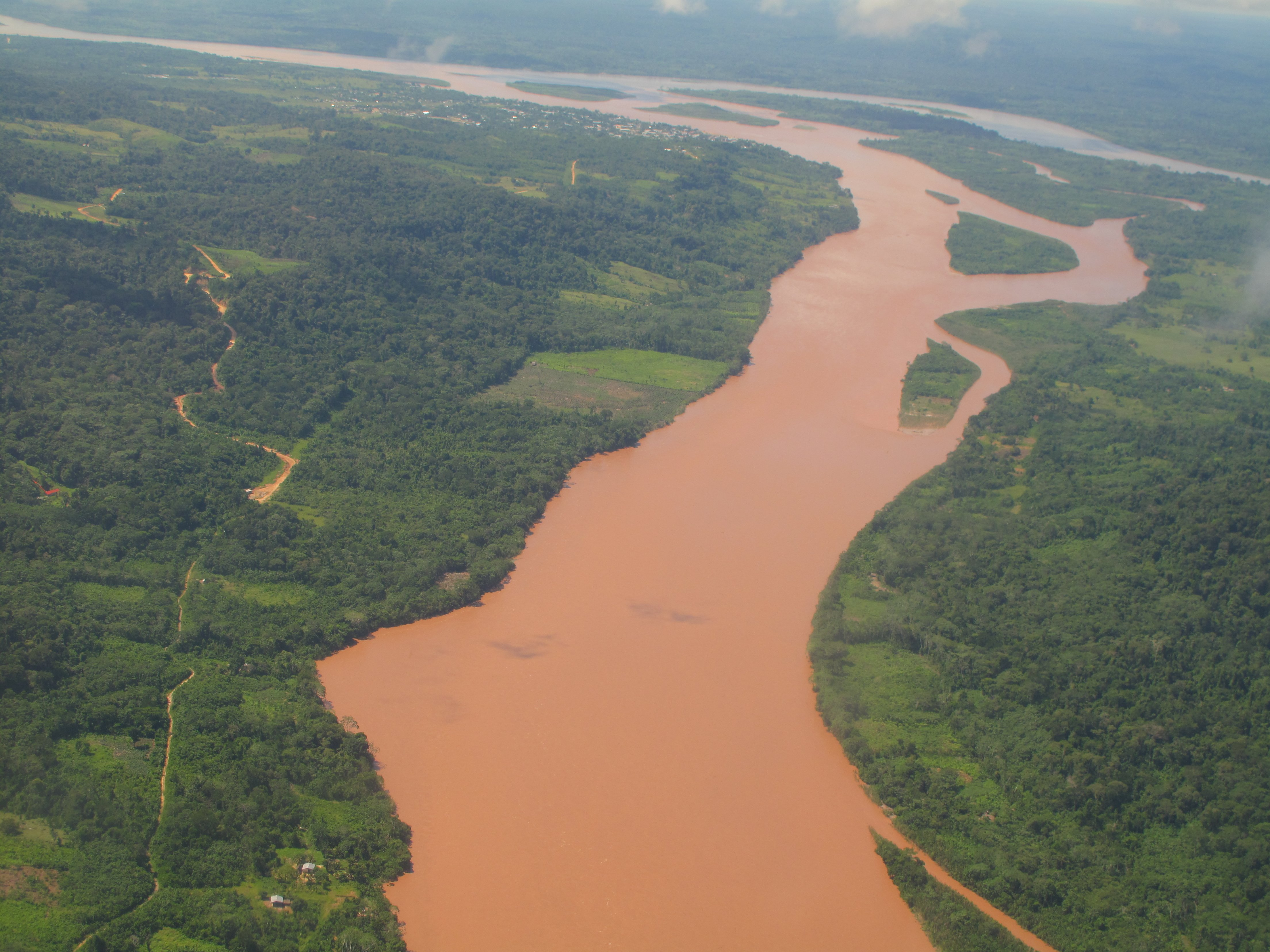
Encontro dos rios Tambo e Ucayali - Atalaya (Peru)

Autodenominam-se hondi kuí (pessoais reais) ou yora (seres humanos). 

## História
Os primeiros contatos com os amauacas foram realizados em 1686 por missionários franciscanos, que os denominaram Amahuaca. Os missionários encontraram na época 12 construções (chozas) na região do rio Conguari, num momento em que os amauacas viviam em constante ameaça por parte de grupos piro, conibo e shipibo, que os capturavam para usá-los como escravos domésticos. No final do século XIX, se intensificam os ataques à sua etnia por caucheiros, que pretendiam utilizá-los no trabalho de coleta desta resina. Em função dessas experiências desastrosas, os amauacas passaram a recusar contatos com os brancos e com os grupos indígenas Piro, Conibo e Shipibo até 1925. Só mantinham relações pacíficas com os kashinahua e os ashaninka.
Em 1962, um grupo de famílias amauacas começou a migrar do rio Curiuja para assentar-se nas margens do rio Urubamba. Assim, cerca de cem amauacas se integraram ao grupo da missão de Sepahua, enquanto outros ficaram em Jatitza, num centro de intercâmbio regional perto de Atalaya. Mas um contingente importante permanece isolada até a atualidade.
Erikson  destaca a “famosa” simbiose Amahuaca-Yaminawa entre as comuns fusões de etnias de mesma família linguística no século XX.

## Organização
Os amauacas se subdividem em indowo, rondowo, isãwo, shãwo, maxinawa, cutinawa, punchawo, kapî hîchi, nashishnawo e shimanawa, sendo essa divisão mutuamente exclusiva. Os assentamentos são constituídos por membros de diferentes grupos, embora alguns possam predominar em cada assentamento.
Tradicionalmente, as famílias amauacas são de caráter patrilocal estendido. Há regras de residência virilocais após o casamento. Isto significa que o novo casal vive no local de assentamento da família do marido, mas, em ocasiões especiais, o homem é obrigado a viver com a família da mulher para ajudar o sogro no trabalho de terra. Como regra geral, um homem deve casar-se com a filha do irmão da mãe ou com a filha da irmã do pai (casamento de primos cruzados bilaterais). Mas também há unidades exogâmicas e linhas intercâmbio matrimonial. 

## Cosmovisão
Faz parte da crença amauaca acreditar que os homens se originam de animais não-humanos e que eles próprios se originaram do xopaan, fruto semelhante a uma cabaça de begônia. Cultuam o Sol como um herói, Rantanga, a fonte do fogo, das plantas cultivadas, machados de pedra, e o criador dos animais. Segundo o mito, Rantanga manteve uma relação incestuosa com a Lua. 
Seu universo é povoado espíritos (yoshin) temidos mas de possível controle. Espíritos revoltados dos antepassados mortos podem matar os que vivem com doenças epidêmicas. Espíritos que se manifestam nos pesadelos podem criar bebês deformados. Eclipses alertam para a iminente chegada de espíritos canibais. Os mais perigosos são os espíritos dos animais predadores e os espíritos de fêmeas de sapo com uma vagina com dentes.
Segundo Dole, um curandeiro (hawaai ) bebe ayahuasca e sopra fumaça nas narinas do paciente. Com o auxilio de tabaco em pó e ayahuasca, ele pode enviar o seu “duplo” (alter ego) em forma de jaguar para recuperar uma alma perdida. Pode induzir a menstruação e tratar a infertilidade com certas frutas azedas e leves pancadas aplicadas sobre seu corpo com um remo. Utilizam-se folhas consideradas fortes e jenipapo, aplicados sobre a pele, para auxiliar o desenvolvimento infantil. Congestão nasal é tratada com rapé soprado nas narinas com um tubo feito de osso. Utiliza-se kambó, a secreção de uma pequena rã, para esfregar em feridas abertas e também para trazer visões, limpar o corpo e recuperar a habilidade de caça. Infusões de plantas aromáticas são esfregadas sobre a pele para aumentar o sucesso da caça, pois camuflam o odor corporal. Pessoas usam cantos e muitos tipos de frutos, sementes, folhas e raízes para tratar suas doenças e também para se tornarem irresistíveis para o parceiro desejado (ou repelir o indesejado). Usam as escamas caudais de uma jibóia (Boa constrictor) para coçar, acreditando que isso é capaz diminuir a dor de picadas das grandes formigas pretas.
Os amauacas acreditam na vida após a morte e realizam um enterro temporário no chão da casa. O corpo é cremado depois que os parentes de outras comunidades chegam. As cinzas são enterradas, e o carvão da pira funerária é jogado no rio. Fragmentos de ossos carbonizados e os dentes são moídos, misturadas com a sopa e consumidos pelo parente mais próximo. Para remover todas as lembranças do falecido e desencorajar o espírito de remanescentes, os pertences pessoais, incluindo a roça plantada e a casa construída pelo falecido, são queimados ou quebrados. Espíritos de parentes mortos devem voar para um lugar no céu perto do sol, onde a caça é fácil e eles se encontram com outros que os precederam. 

## Ver também

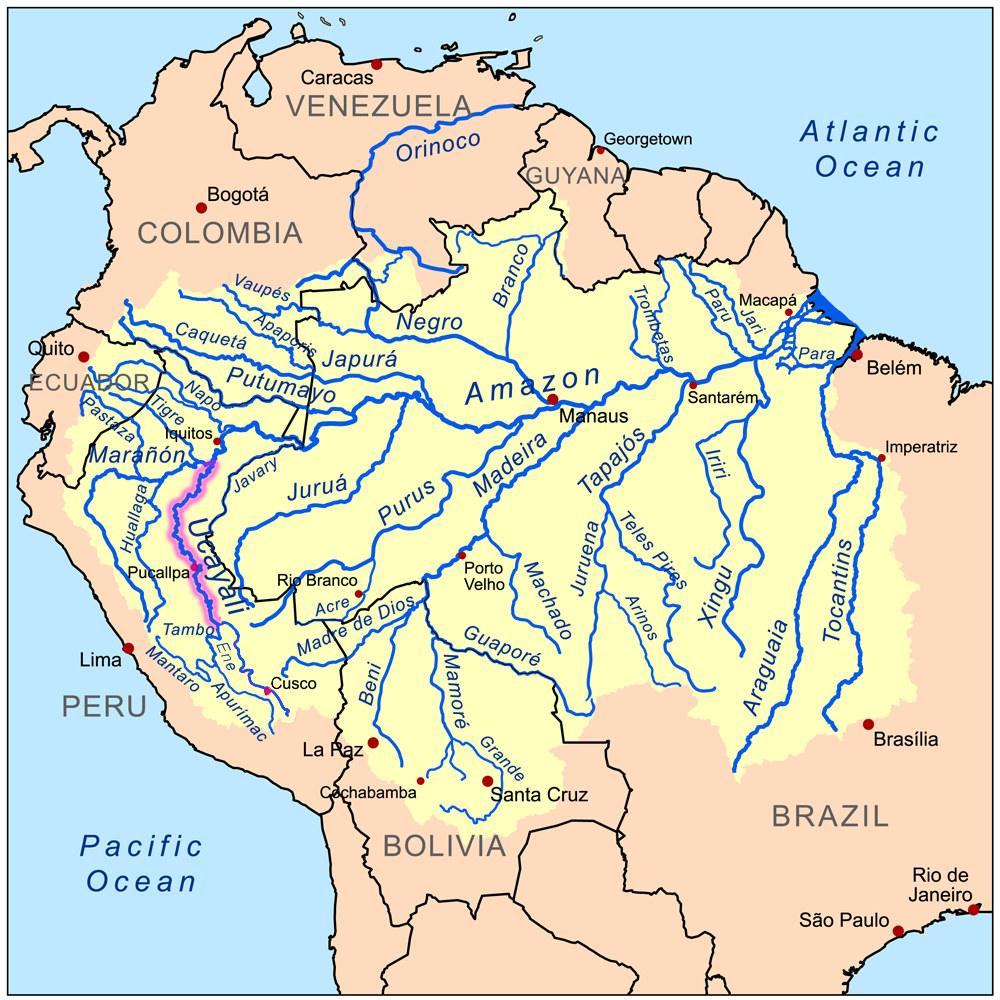
Rio Ucayali na Amazônia